# Quantum praedecessores
Quantum praedecessores fu una bolla promulgata da papa Eugenio III il 1º dicembre 1145, per la convocazione di una nuova crociata (la seconda) in Medio Oriente. Essa fu scritta da Vetralla ed indirizzata al re francese Luigi VII.
Il motivo della bolla fu la diffusione in Occidente della notizia della caduta di Edessa in mano turca il 24 dicembre 1144 e la perdita di una delle più importanti e più antiche città cristiane dell'Oriente. Al re francese ed ai suoi sudditi che si impegneranno nella crociata per liberare Edessa e la sua contea, il papa assicura il perdono di tutti i peccati, così come la protezione ecclesiastica alle loro famiglie e ai loro beni. Inoltre il papa afferma che tutti coloro che parteciperanno alla crociata e che vi moriranno, riceveranno l'indulgenza plenaria.